# Шлямар Ігор Олександрович
Шлямар Ігор Олександрович(6 липня 1969, Умань, Черкаська область — 25 травня 2015 р., с. Комишне, Станично-Луганський район, Луганська область) — український військовик, учасник АТО, старшина, головний сержант взводу, командир відділення 1-ї роти 1-го механізованого батальйону, 53-а окрема механізована бригада.

## Життєпис
Навчався у ЗОШ № 10 міста Умані та професійно-технічне училище № 36 міста Умані (нині — Державний навчальний заклад «Уманський професійний аграрний ліцей»).
Проходив строкову військову службу в лавах Збройних Сил СРСР.
15 серпня 2014 року Уманським об'єднаним міським військовим комісаріатом Черкаської області мобілізований до лав Збройних Сил України. Служив головним сержантом взводу — командиром відділення 1-ї роти 1-го механізованого батальйону 53-ї окремої механізованої бригади Сухопутних військ Збройних Сил України (військова частина В0927, міста Сєвєродонецьк/Лисичанськ Луганської області).
З 2014 року брав участь в антитерористичній операції на сході України.
Обставини загибелі:
25 травня 2015 року близько 12:00 в Луганській області біля кордону з Російською Федерацією, на контрольованій Україною території, медичний автомобіль Збройних Сил України УАЗ-«таблетка», який із двома військовослужбовцями їхав з села Комишне у село Сизе Станично-Луганського району, був розстріляний із засідки бойовиками з автоматичної зброї. У результаті обстрілу старшина Шлямар отримав важке поранення у спину і помер під час транспортування до шпиталю.
Залишились дружина та троє дітей.
28 травня 2015 року похований на міському кладовищі в Умані.

## Нагороди
Указом Президента України № 9/2016 від 16 січня 2016 року, «за особисту мужність і високий професіоналізм, виявлені у захисті державного суверенітету та територіальної цілісності України, вірність військовій присязі», нагороджений орденом «За мужність» III ступеня (посмертно).
Почесний громадянин міста Умань (09.2015). Його ім'ям названо вулицю в Умані.